# Călărași (ciudad)
Călărași (AFI: /kə.lə'raʃʲ/) es una ciudad con estatus de municipiu en Rumanía. Es la capital del distrito de Călăraşi. Tiene una superficie de 133,22 km². 
Según el censo de 2011, tiene 65 181 habitantes, mientras que en el censo de 2002 tenía 70 039 habitantes. La mayoría de la población es de etnia rumana (82,91 %), con una minoría de gitanos (3,14 %).
La mayoría de los habitantes son cristianos de la Iglesia Ortodoxa Rumana (85,33 %).